# Lagarotis debitor

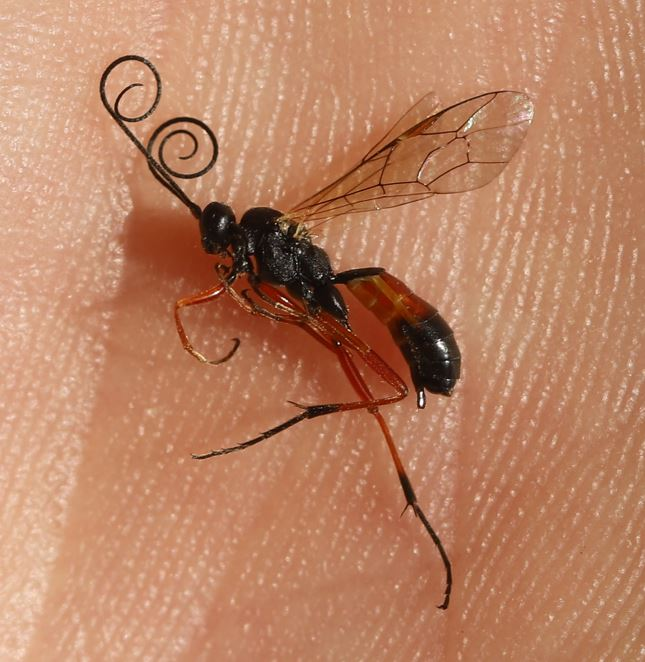

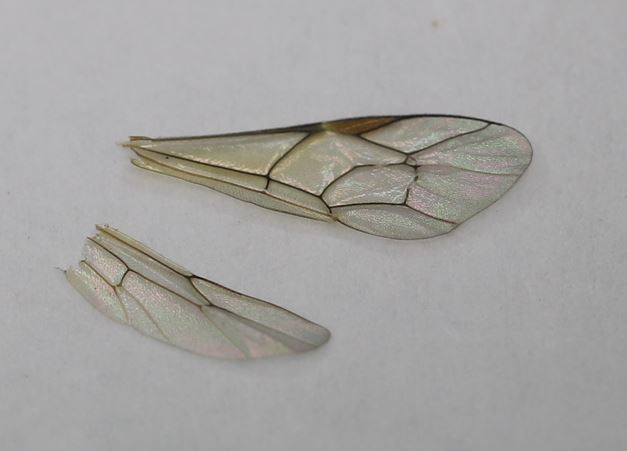
Flügel

Lagarotis debitor ist eine Schlupfwespe aus der Tribus Mesoleiini innerhalb der Unterfamilie der Ctenopelmatinae. Die Art wurde im Jahr 1824 von dem schwedischen Entomologen Carl Peter Thunberg als Ichneumon debitor erstbeschrieben.

## Merkmale
Die Schlupfwespen erreichen eine Länge von 9–12 mm. Kopf, Fühler, Thorax, Petiolus sowie die hinteren Tergite sind schwarz gefärbt. Die beiden an den Petiolus sich anschließenden Abdominalsegmente sind rot gefärbt. Die Weibchen besitzen am Hinterleibsende einen kurzen Ovipositor. Die Beine sind überwiegend rot gefärbt. Die Coxae, Trochanteren und die Basis der Femora sind schwarz. Das apikale Ende der hinteren Tibien sowie die Hintertarsen sind ebenfalls schwarz. Der Clypeus ist kurz und relativ breit. Die Fühler der Schlupfwespen sind mindestens so lang wie ihr Körper. Die Vorderflügel weisen ein hellbraunes Pterostigma auf, das nicht besonders breit ist. Außerdem besitzen die Vorderflügel ein kleines Areolet (kleine geschlossene Zelle).

## Verbreitung
Lagarotis debitor ist in Europa weit verbreitet. Im Norden reicht das Vorkommen bis nach Fennoskandinavien und auf die Britischen Inseln. Die Art fehlt offenbar auf der Iberischen Halbinsel. Im Osten reicht das Verbreitungsgebiet über den Nahen und Mittleren Osten (Iran) bis in die östliche Paläarktis.

## Lebensweise
Die Imagines von Lagarotis debitor beobachtet man hauptsächlich von September bis November. Die Schlupfwespen findet man in Waldgebieten mit Nadelhölzern. Die Schlupfwespen-Art parasitiert die Larven von Buschhornblattwespen (Diprionidae). Die Weibchen stechen ein Ei in die Wirtslarve. Die Schlupfwespenlarve entwickelt sich in der Wirtslarve und tötet diese erst, nachdem diese ein Kokon gesponnen hat.